# Powburn
Powburn – wieś w Anglii, w hrabstwie Northumberland. Leży 56 km na północ od miasta Newcastle upon Tyne i 453 km na północ od Londynu.